# Willem Jan Holsboer

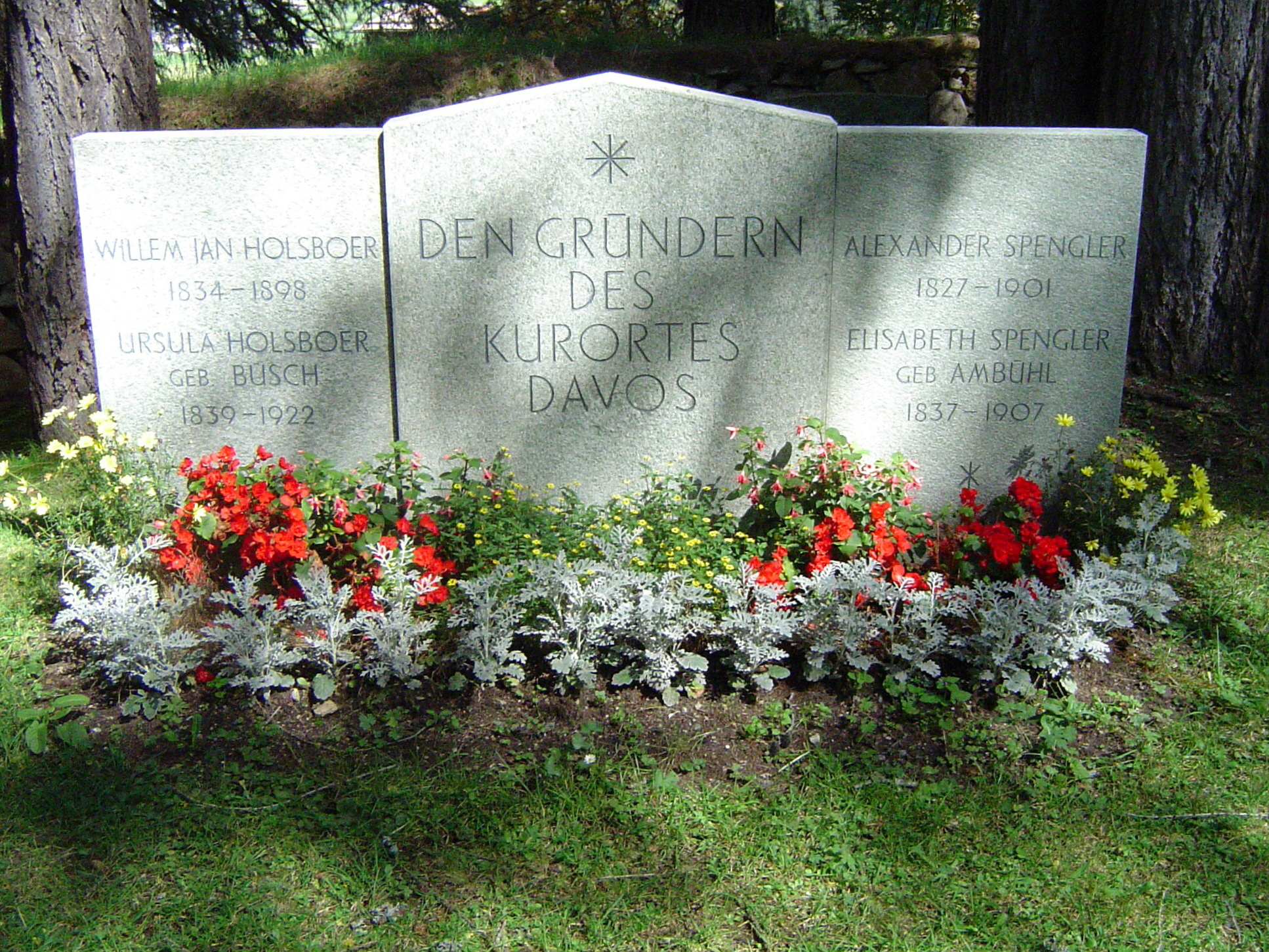
Holsboers graf op het Waldfriedhof Davos-Frauenkirch

Willem Jan Holsboer (Zutphen, 1834 – Schinznach-Bad, 8 juni 1898) was een Nederlands-Zwitserse ondernemer. Hij begon enkele hotels in Davos en geldt als de grondlegger van de kuuroorden in die Zwitserse plaats. Voorts was hij op 7 februari 1888 de oprichter van de Zwitserse smalspoorweg Landquart–Davos AG (afgekort LD), die later onderdeel werd van de Rhätische Bahn. Hij nam dit initiatief om de bereikbaarheid van de hotels en kuuroorden te vergroten.

## Biografie
Holsboers vader, Matthijs Arnoldus Holsboer, had in Zutphen een wolweverij en was burgemeester van Winterswijk en Dinxperlo. Na diverse omzwervingen op zee, eerst als scheepsjongen en later als kapitein, werd Willem Jan Holsboer procuratiehouder bij de Twentsche Bank. Hij was nog maar dertig jaar toen hij adjunct-directeur werd bij een filiaal in Londen. In 1865 trouwde hij met de Engelse Margaret Newell Jones. Ze bleek een ernstige longkwaal te hebben en de dokter stuurde haar naar Davos. Holsboer reisde met zijn zieke vrouw mee. Over de laatste etappe, de weg van Landquart naar Davos, deden ze zeven uur. Die ervaring deed Holsboer waarschijnlijk toen al denken aan een spoorlijn. In mei 1867 betrokken de Holsboers hotel Strähla. Toen Margaretha nog zieker werd, gingen ze bij Alexander Spengler logeren. Deze arts was juist begonnen met de bouw van het eerste "Davoser Kurhaus". Ondanks de goede zorgen van dokter Spengler, overleed Margaretha Holsboer nog in datzelfde najaar. Willem Jan was met Spengler bevriend geraakt en werd medeoprichter van het kuuroord, dat in 1868 werd geopend.
Holsboer bleef in Zwitserland wonen en hertrouwde met Ursula Büsch, met wie hij zeven kinderen kreeg. Ondernemend als hij was, zette hij zich niet alleen voor het kuuroord van Davos in, maar ook voor een spoorlijn. Het lukte hem een traject aan te leggen van Landquart, via Klosters naar Davos. Na de realisatie hiervan stond hij aan de wieg van de verdere uitbreiding van de spoorwegnet van de Rhätische Bahn in het kanton Graubünden.
In Davos liet hij een 700 meter lange kabeltreinbaan naar de Schatzalp aanleggen, de Schatzalpbahn, die in 1899 gereedkwam. Boven op de alp liet hij een luxueus kuuroord bouwen voor tuberculosepatiënten, dat heden ten dage een luxehotel is.
In 1898 overleed hij in de privékliniek Bad Schinznach in Schinznach-Bad aan de gevolgen van een beroerte. Hij werd begraven op het Waldfriedhof, net buiten Davos.
Ter gelegenheid van zijn honderdste sterfdag werd in 1998 in het station van Davos een plaquette onthuld. Hij heeft een prominente plaats in het plaatselijke Heimatmuseum en is er een weg naar hem vernoemd. Sinds mei 2010 draagt de Allegra 3501 de naam Willem Jan Holsboer ter gelegenheid van het jubileum 100 jaar Berninabahn. 